# 20 Fenchurch Street
20 Fenchurch Street ist ein Hochhaus in der Fenchurch Street in der City of London. Es wird angesichts seiner Form auch als The Walkie-Talkie bzw. The Pint („Das Bierglas“) bezeichnet. Ursprünglich war eine Höhe von 200 m geplant; diese wurde jedoch aufgrund der Nähe zur St Paul’s Cathedral und dem Tower of London auf 160 m reduziert. Im Jahr 2015 wurde das Gebäude mit dem Carbuncle Cup („Eiterbeulenpreis“) ausgezeichnet, einem Preis für das hässlichste Gebäude, das in den letzten zwölf Monaten im Vereinigten Königreich fertiggestellt wurde.
Auf der obersten Etage des Hochhauses befindet sich eine für die Öffentlichkeit kostenlos zugängliche große Aussichtsplattform, inmitten derer sich die Sky Gardens befinden.

## Vorheriges Gebäude
Das Vorgängergebäude war ein 25-stöckiges Hochhaus des Architekten William H. Rogers, erbaut 1968. Es war eines der ersten Hochhäuser in der City of London.

## Architektur
Das Gebäude wurde vom uruguayischen Architekten Rafael Viñoly entworfen.
Nach oben hin vergrößern sich stetig die Flächen der Stockwerke, so dass die oberste Etage weit über den Grundriss des Gebäudes hinausragt. Dadurch wird eine Maximierung der Flächen der oberen Etagen ermöglicht, die höhere Mieteinnahmen als die unteren generieren. Da nur die Südseite von direktem Sonnenlicht getroffen wird, ermöglicht eine Belüftung der Fassade eine effiziente Klimatisierung des Gebäudes, während West- und Ostseite weitestgehend im Schatten liegen.
Die Krümmung der Glasfassade hatte während der Bauzeit zur Folge, dass reflektierte Sonneneinstrahlung an bestimmten Stellen in der Umgebung so stark gebündelt auftrat, dass z. B. Kunststoff an geparkten Autos beschädigt wurde. Daher wurden mehrere Parkplätze gesperrt. Auf der Südseite wurden Lamellen angebracht, die Sonnenlichtreflexionen verhindern. Ein ähnliches Problem tritt beim ebenfalls von Rafael Viñoly entworfenen Hotel Vdara in Las Vegas auf.

### Sky Garden
Der dreistöckige botanische Garten „Sky Garden“ auf dem Dach ist Londons höchster öffentlicher Park. Der Zutritt ist kostenlos. Es ist nur eine Voranmeldung nötig. Der Zugang ist barrierefrei mit Rollstuhl oder Roller möglich.
Es befinden sich zwei Restaurants im Sky Garden. Darwin Brasserie und Fenchurch Restaurant. Letzteres wurde mit zwei AA Rosettes ausgezeichnet. Überdies wird der Sky Garden als Bar und Partylocation genutzt.

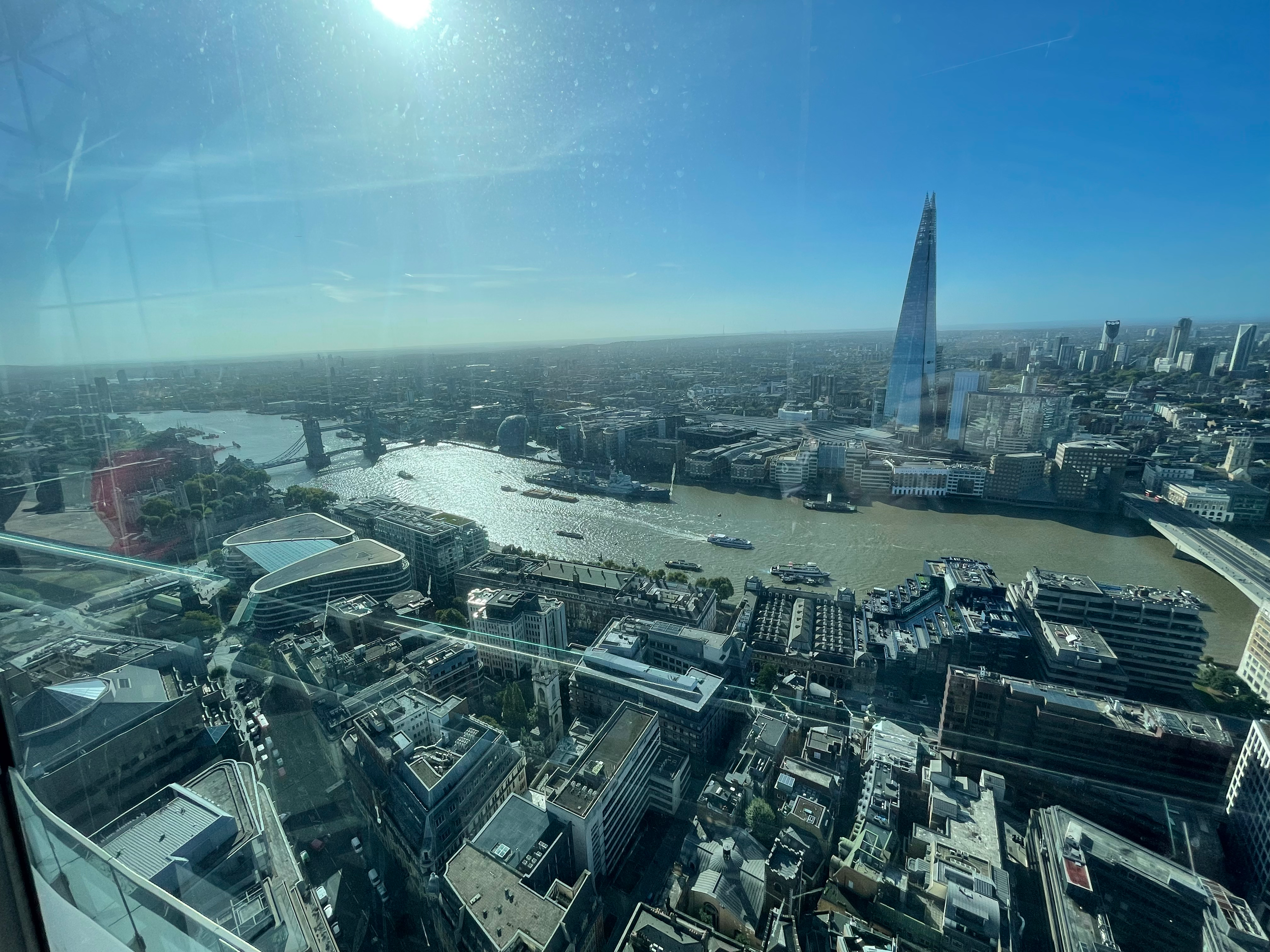
Ausblick vom Sky Garden auf London (2022). The Shard rechts und die Tower Bridge links im Bild

## Baugeschichte
Die Fundamentarbeiten begannen im Januar 2009; im Juni desselben Jahres wurde dieser Bauabschnitt beendet.
Am 20. Januar 2011 fingen die Arbeiten am Untergeschoss an; im Oktober 2011 erreichte das Gebäude Straßenhöhe. Der Gebäudekern wurde schließlich im März 2012 fertiggestellt. Im Dezember 2012 wurde das Anbringen der Stahlkonstruktion beendet. Bezogen wurde das Gebäude im zweiten Quartal 2014.

### Fotos des Bauprozesses

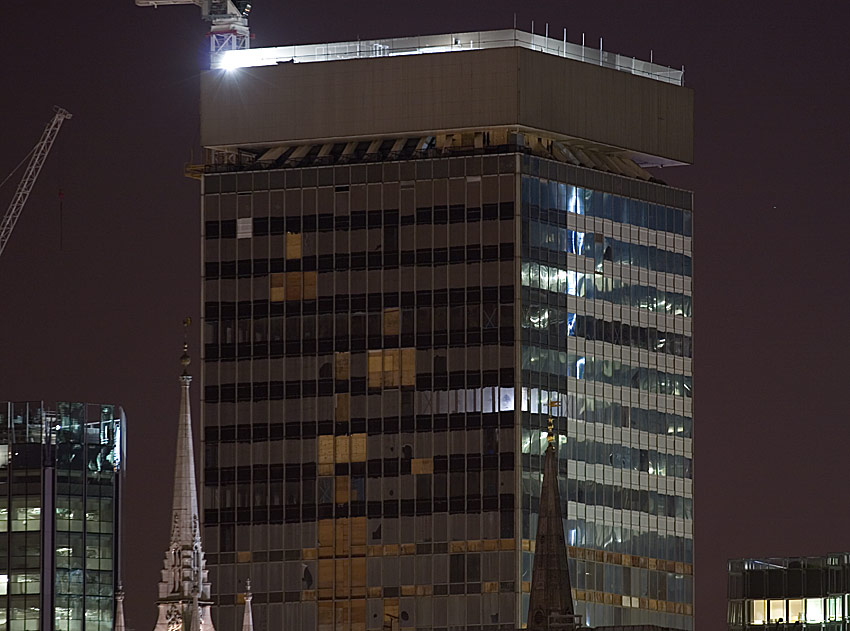
Abriss des Vorgängergebäudes 2007
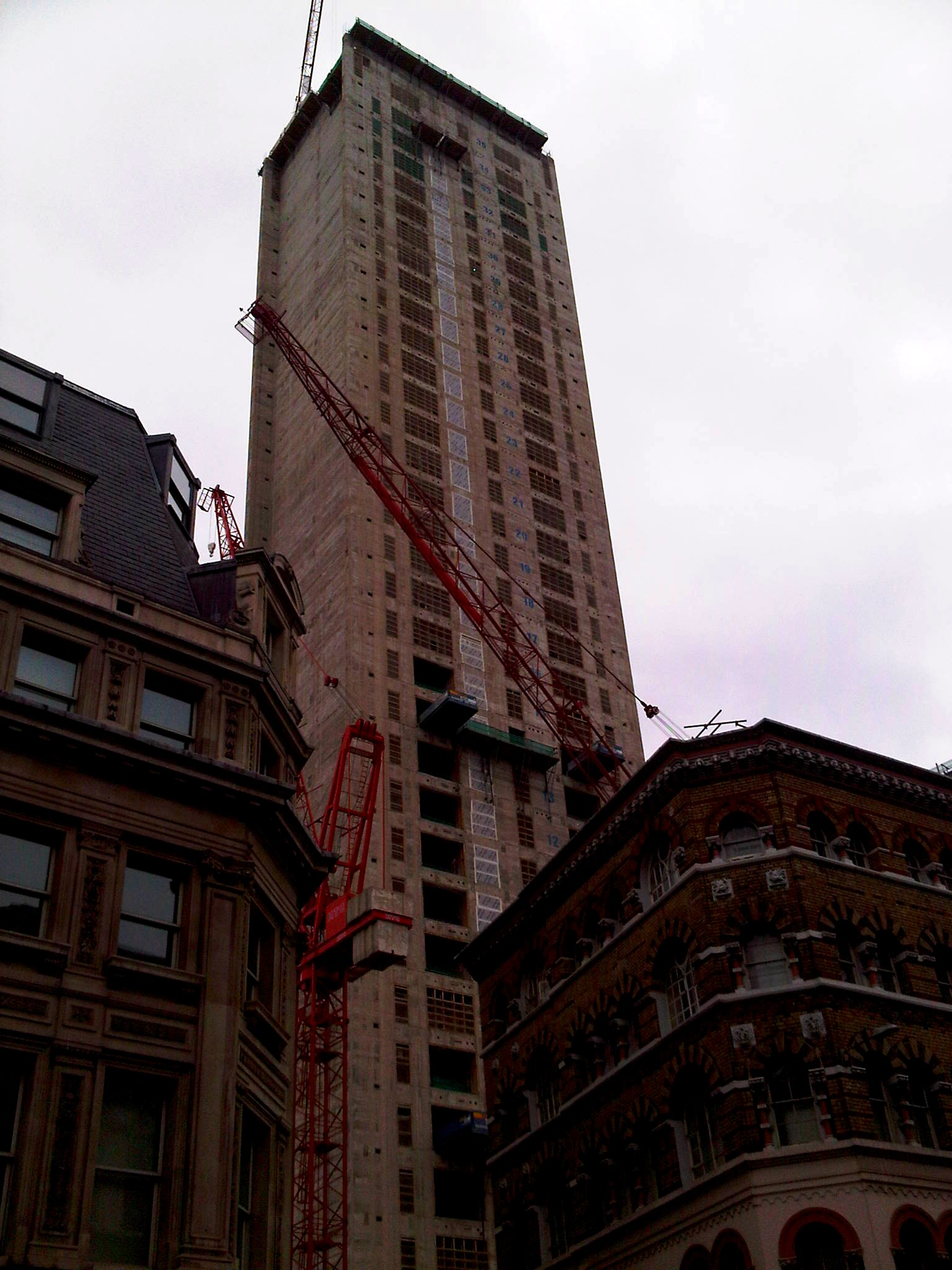
März 2012
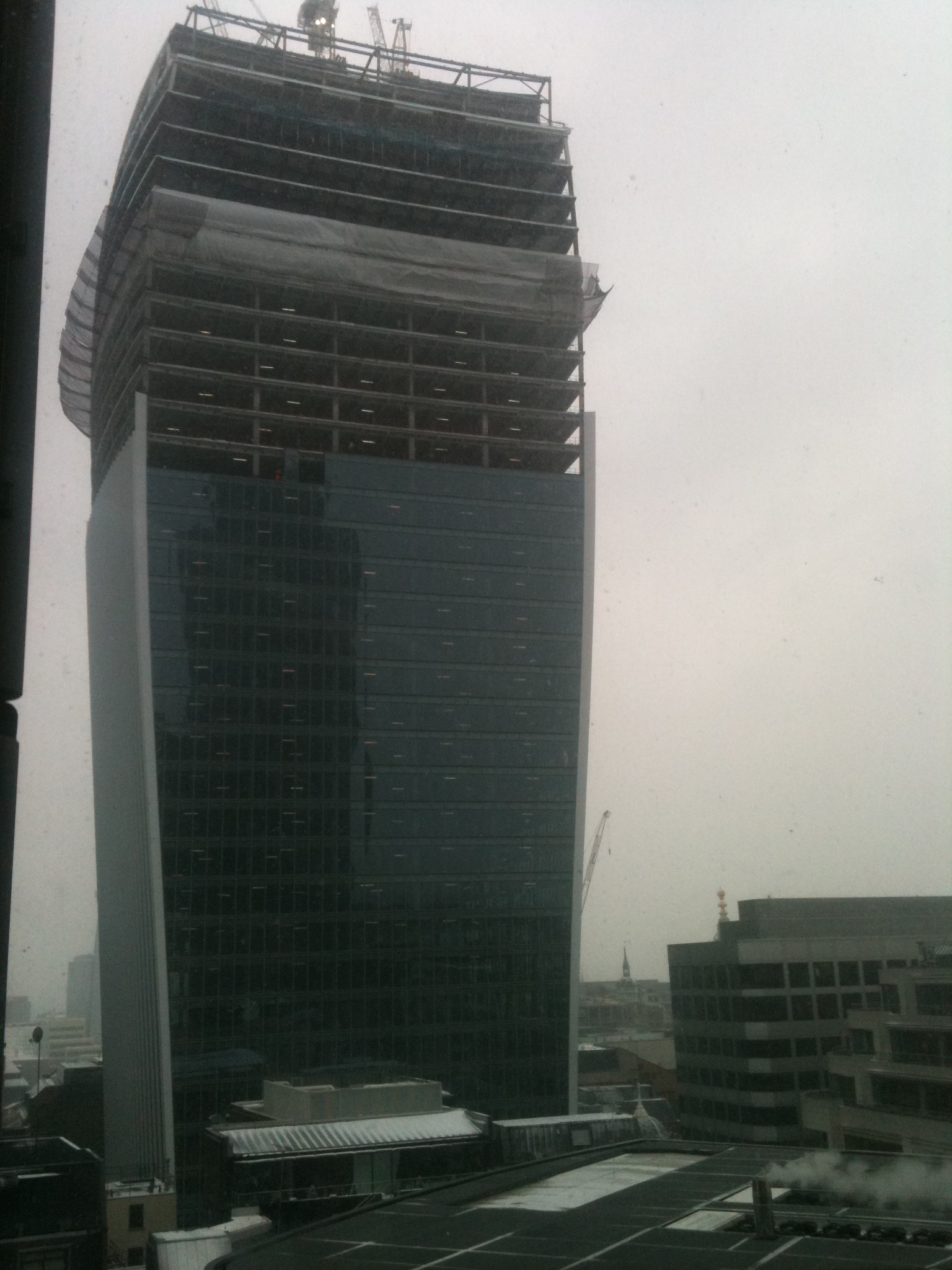
Januar 2013
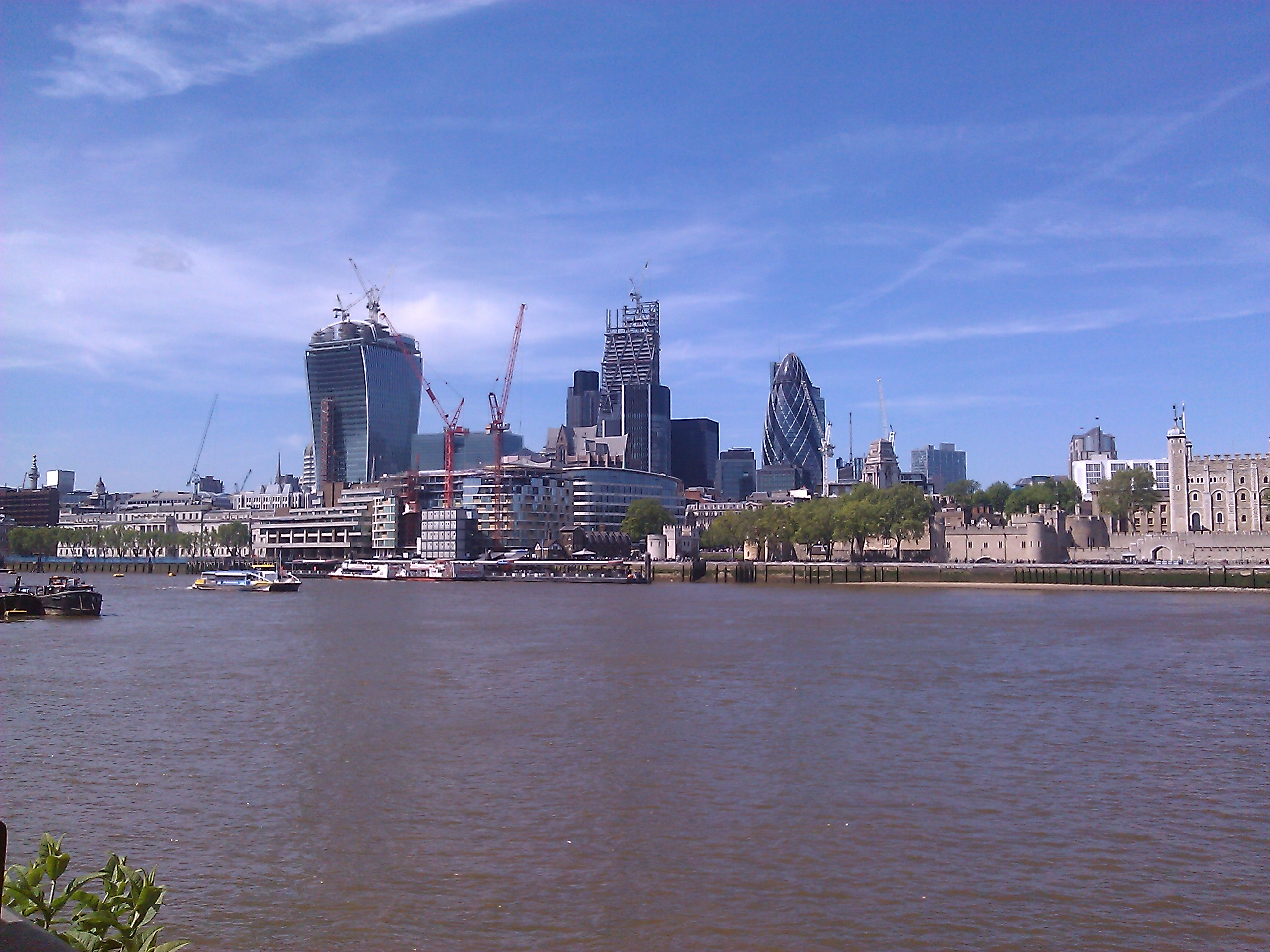
Juni 2013
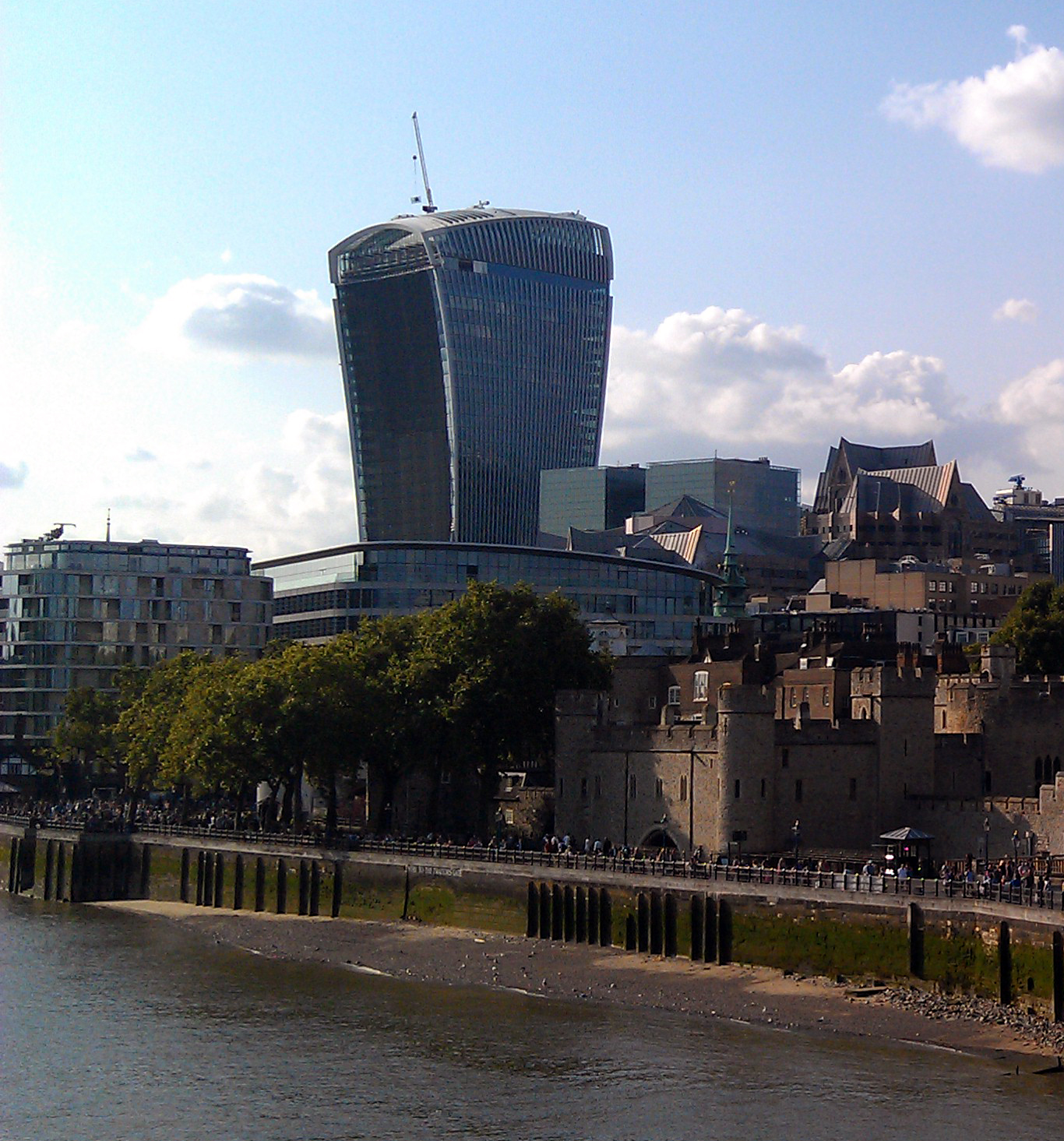
August 2014
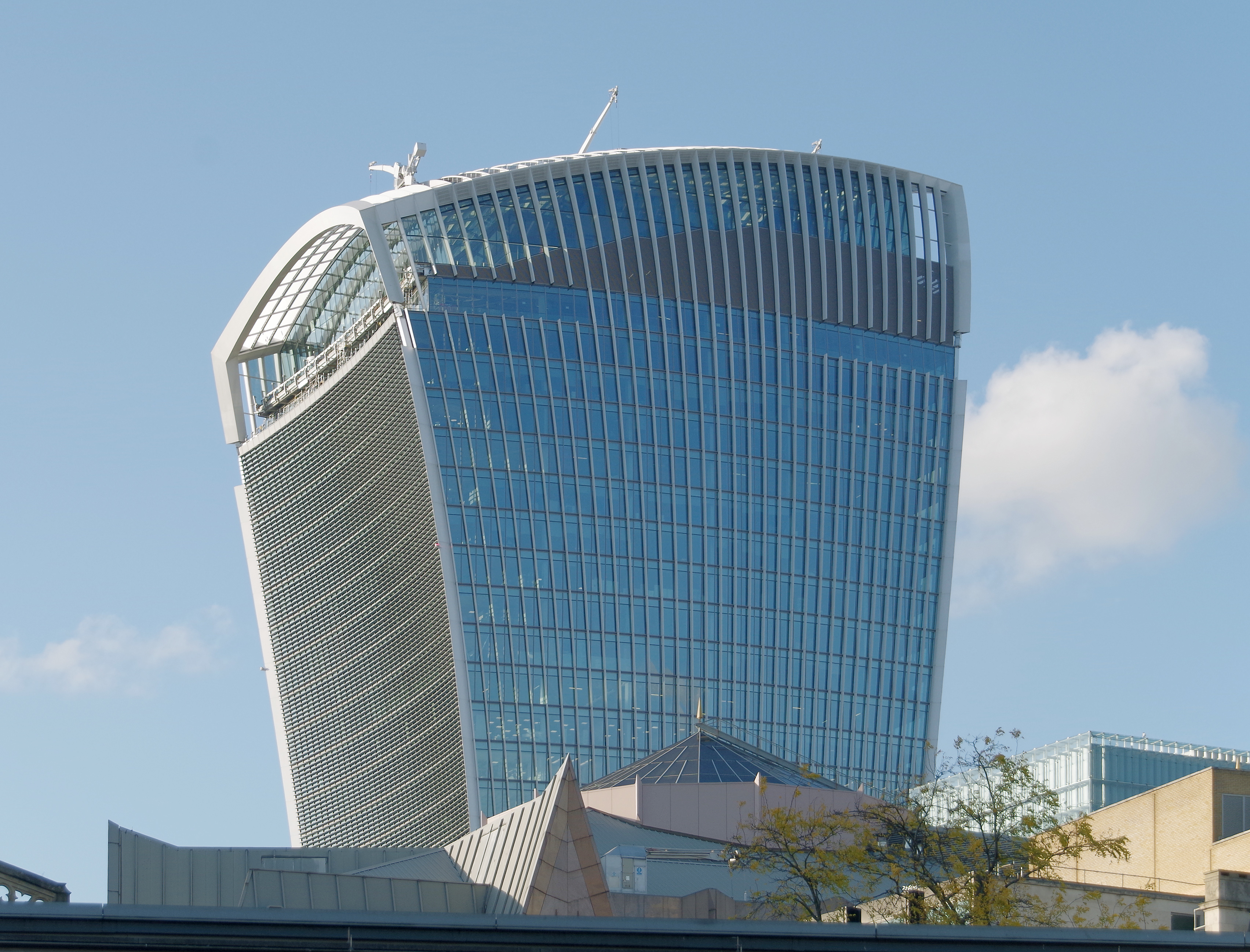
November 2014, mit Sonnenschutz-Lamellen auf der Südseite